# Bataille de la baie de Sagami
Campagne du Japon de la Seconde Guerre mondiale
Batailles
La bataille de la baie de Sagami est un raid anti-navigation de la Seconde Guerre mondiale au large de la pointe de la péninsule de Bōsō dans la nuit du 22 juillet 1945. Ce fut la dernière action de surface de la guerre. Le 61e escadron de destroyers (DesRon 61) de l'US Navy engagea un convoi japonais composé de deux cargos escortés par le chasseur de sous-marin n ° 42 et le dragueur de mines n ° 1. Les Américains coulèrent le cargo No.5 Hakutetsu Maru de 800 tonneaux et endommagèrent le cargo Enbun Maru de 6 919 tonneaux. Les escortes japonaises ne furent pas endommagées.